# Phytohormone
En botanique, une phytohormone, ou hormone végétale, est un facteur de croissance car ce n'est pas à proprement parler une hormone. Elles ont souvent comme fonction d'assurer la croissance de la plante ou sa morphogenèse, depuis l'embryogenèse, la régulation de la taille des organes, la défense contre les agents pathogènes,, la tolérance au stress, et jusqu'au développement reproducteur.
Les hormones végétales sont des molécules signal[C'est-à-dire ?], produites dans les plantes à des concentrations extrêmement faibles. Contrairement aux animaux (dans lesquels la production d'hormones est limitée à des glandes spécialisées), les plantes sont capables de produire des hormones en plusieurs endroits du végétal,,.

## Histoire
Une grande partie des premiers travaux sur les hormones végétales impliquaient l'étude de plantes génétiquement déficientes ou impliquaient l'utilisation de plantes cultivées en tissus cultivées in vitro qui étaient soumises à différents ratios d'hormones, et la croissance qui en résultait était comparée. Les premières observations et études scientifiques datent des années 1880 ; la détermination et l'observation des hormones végétales ainsi que leur identification s'étalèrent sur les 70 années suivantes[réf. souhaitée].
Fritz Warmolt Went et Kenneth Thimann ont inventé le terme « phytohormone » et l'ont utilisé dans le titre de leur livre de 1937.
Les concentrations d'hormones nécessaires aux réponses des plantes sont très faibles (10−6 à 10−5 mol/L). En raison de ces faibles concentrations, il a été très difficile d'étudier les hormones végétales, et ce n'est que depuis la fin des années 1970 que les scientifiques ont pu commencer à découvrir leurs effets et leurs relations avec la physiologie végétale.

## Caractéristiques
Les phytohormones sont présentes dans tout le règne végétal, et même dans les algues, où elles ont des fonctions similaires à celles observées dans les plantes vasculaires.
Les hormones végétales ne sont pas des nutriments, mais des produits chimiques qui, en petites quantités, favorisent et influencent la croissance, le développement et la différenciation des cellules et des tissus. La biosynthèse des hormones végétales au sein des tissus végétaux est généralement diffuse et non localisée. Les hormones végétales sont produites dans divers tissus et non dans des glandes spécialisées. Par exemple, les auxines sont produites dans les extrémités des pousses et transportées dans toute la plante.
Les phytohormones sont transportées au sein de la plante via quatre types de mouvement. Pour un mouvement localisé, le flux cytoplasmique dans les cellules et la diffusion lente des ions et des molécules entre les cellules sont utilisés. Les tissus vasculaires sont utilisés pour déplacer les hormones d’une partie de la plante à une autre ; ceux-ci incluent les tubes criblés ou phloème qui déplacent les sucres des feuilles vers les racines et les fleurs, et le xylème qui déplace l'eau et les solutés minéraux des racines vers le feuillage.
Le synergisme des hormones végétales fait référence à la manière dont deux hormones ou plus agissent simultanément. En effet, les phytohormones agissent rarement seules; le plus souvent elles agissent en synergie avec d'autres hormones ou au contraire sont antagonistes de celles-ci (par exemple, la stimulation de la division cellulaire grâce à l'action conjuguée de l'auxine et des cytokinines). Agissant simultanément sur l’ensemble des processus physiologiques de la plante, les phytohormones « régulent l'ensemble des processus physiologiques de croissance, de différentiation et de développement des plantes et leur confère leur capacité d'adaptation aux variations de conditions de l'environnement ».

## Classification
Les différentes hormones peuvent être triées en différentes classes, en fonction de leurs structures chimiques. Au sein de chaque classe d'hormones, les structures chimiques peuvent varier, mais tous les membres de la même classe ont des effets physiologiques similaires. Les premières recherches sur les hormones végétales ont permis d'identifier cinq classes principales : l'acide abscissique, les auxines, les brassinostéroïdes, les cytokinines et l'éthylène. Cette liste a ensuite été élargie et les brassinostéroïdes, les jasmonates, l'acide salicylique et les strigolactones sont désormais également considérés comme des hormones végétales majeures. En outre, il existe plusieurs autres composés qui remplissent des fonctions similaires aux hormones majeures, mais leur statut d'hormones à part entière est toujours débattu.

Acide abscissique

### Acide abscissique

L'auxine, l'acide indole-3-acétique

L'acide abscissique fonctionne dans de nombreux processus de développement des plantes, y compris la dormance des graines et des bourgeons, le contrôle de la taille des organes et la fermeture des stomates. Il est particulièrement important pour les plantes dans la réponse aux stress environnementaux, notamment la sécheresse, la salinité du sol, la tolérance au froid, la tolérance au gel, le stress thermique et la tolérance aux ions de métaux lourds.

### Auxine

Brassinolide, un brassinostéroïde majeur

L’auxine est une phytohormone de croissance indispensable au développement des plantes. Elle joue un rôle majeur dans le contrôle de leur croissance. Elle intervient dès les premiers stades de l'embryogenèse puis contrôle aussi bien l'organisation du méristème apical (phyllotaxie) et la ramification des parties aériennes de la plante (dominance apicale), que la formation de la racine principale, l'initiation des racines latérales et des racines adventives (rhizogénèse). L'auxine intervient également dans les tropismes en réponse à la gravité (gravitropisme) ou à la lumière (phototropisme). Ces multiples effets à l'échelle de la plante résultent du contrôle qu'elle exerce sur la division cellulaire, l'élongation cellulaire et certaines étapes de différenciation.

### Brassinostéroïdes

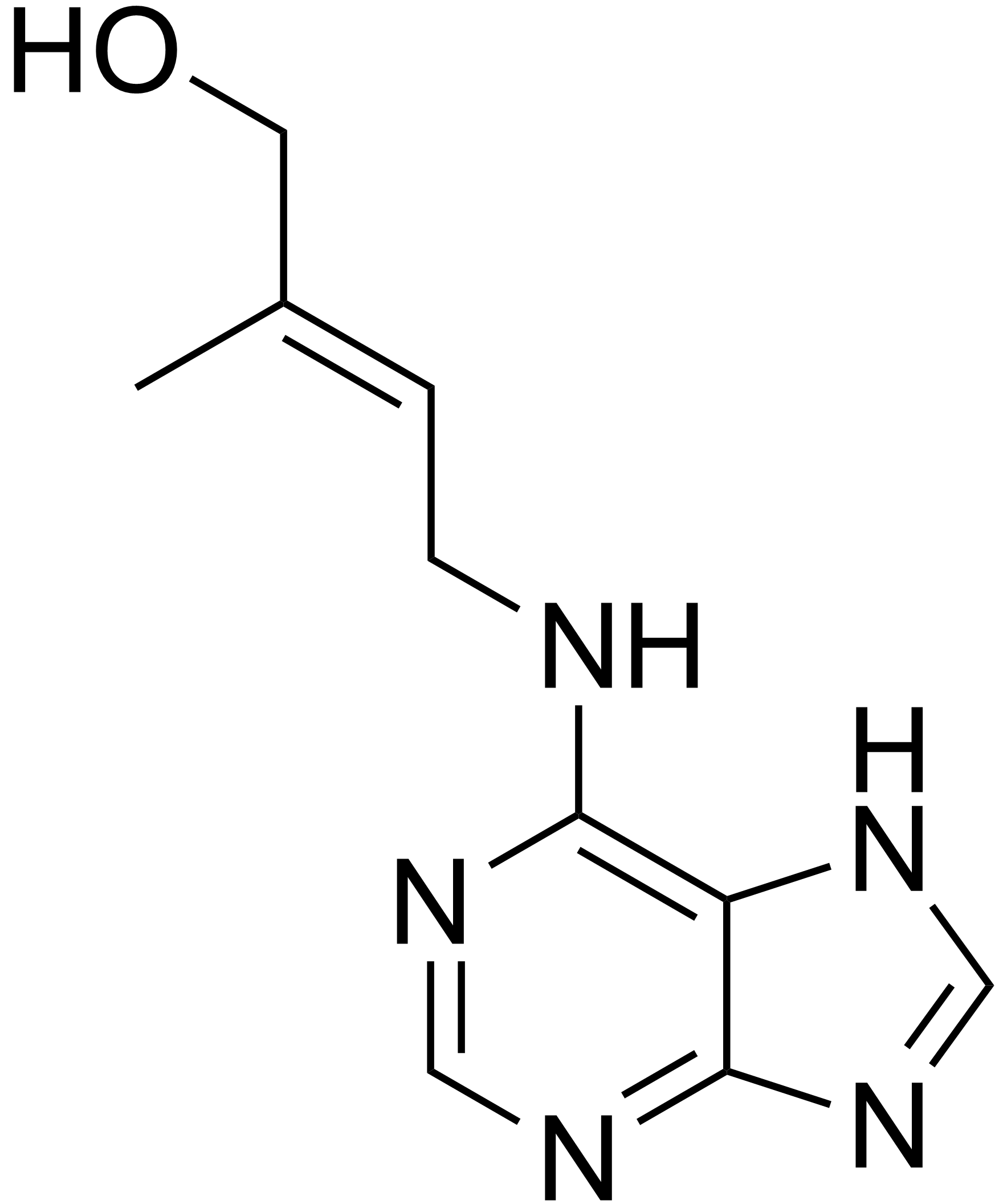
La Zéatine

Les brassinostéroïdes sont impliqués dans de nombreux processus végétaux. Ils favorisent l’expansion et l’élongation cellulaire; en collaborant avec l'auxine et ils ont un rôle dans la division cellulaire et la régénération de la paroi cellulaire. Ils favorisent la différenciation des faisceaux vasculaires ; la transduction du signal des BR a été étudiée pendant la différenciation vasculaire. Ils sont nécessaires à l’élongation du pollen pour la formation des tubes polliniques. Ils accelèrent la sénescence dans les tissus mourants en culture cellulaire ; cet effet a probablement un sens biologique, d’autant que des mutants BR présentent un retard de sénescence. Ils protègent les plantes subissant un stress froid ou la sécheresse.

### Cytokinines
Les cytokinines sont une classe de phytohormones qui favorisent la division cellulaire dans les racines et les pousses des plantes et notamment dans la cytokines (division du cytoplasme dans les dernières phases de la méiose et de la mitose). Elles stimulent la croissance des bourgeons latéraux, retardent la sénescence des feuilles et jouent un rôle crucial dans le fonctionnement des méristèmes. 
Les cytokinines agissent de concert avec l'auxine, une autre hormone de croissance végétale. Les deux sont complémentaires, ayant généralement des effets opposés,. 
Les cytokinines sont des substances proches des bases puriques (adénines substituées).

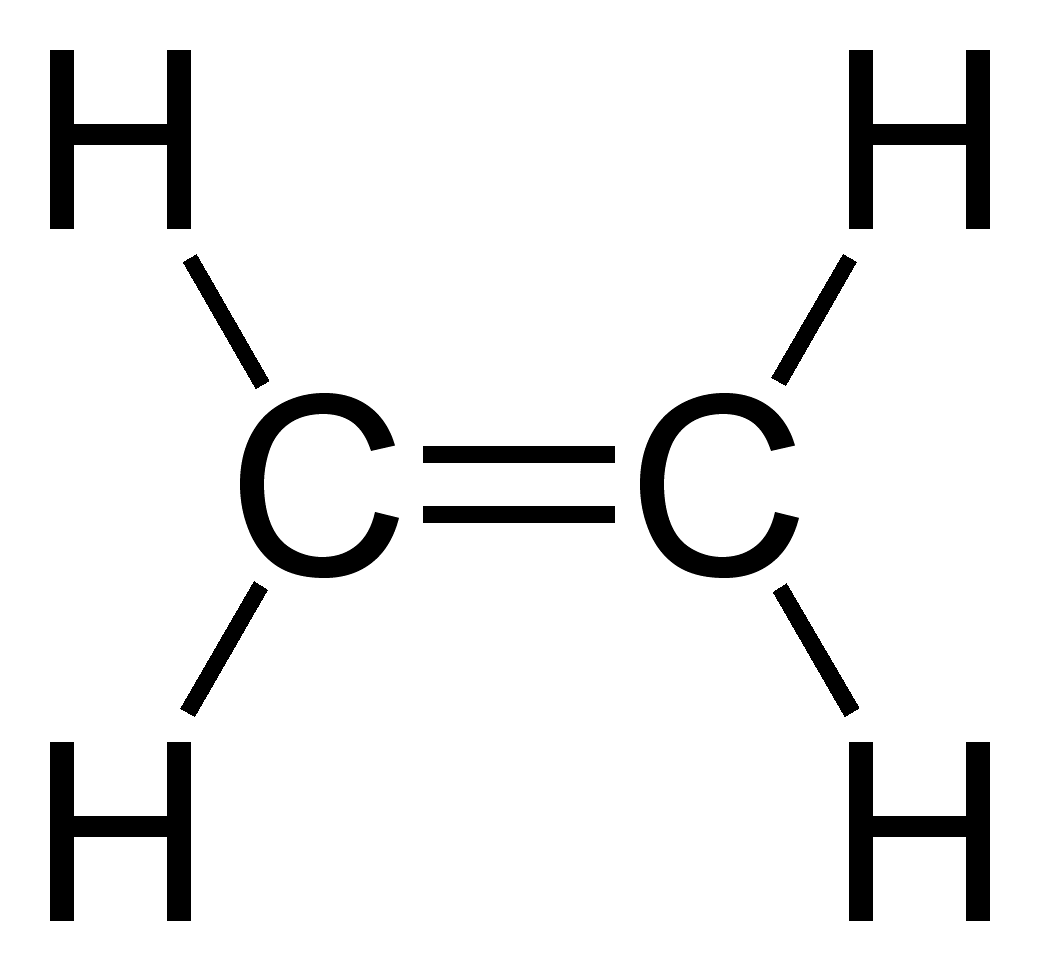
Éthylène

### Éthylène

Gibérelline A1

L'éthylène (C2H4) est un gaz d'hydrocarbure insaturé (alcène) agissant comme une hormone végétale naturelle. C’est le gaz alcène le plus simple et le premier gaz connu pour agir comme hormone. Il agit à l'état de traces tout au long de la vie de la plante en stimulant ou en régulant la maturation des fruits, l'éclosion des fleurs, l'abscission (ou la chute) des feuilles.

### Gibbérellines

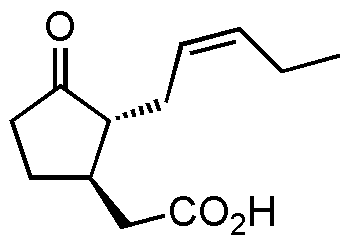
Jasmonate

Les Gibbérellines (GA) comprennent une large gamme de substances chimiques produites naturellement par les plantes et par les champignons. Elles ont été découvertes pour la première fois lorsque des chercheurs japonais, dont Eiichi Kurosawa, ont remarqué une substance chimique produite par un champignon appelé Gibberella fujikuroi qui provoquait une croissance anormale des plants de riz. On a découvert plus tard que les GA sont également produites par les plantes elles-mêmes et contrôlent de multiples aspects du développement tout au long du cycle de vie. La synthèse de GA est fortement régulée à la hausse dans les graines lors de la germination et sa présence est nécessaire à la germination. Chez les semis et les adultes, les GA favorisent fortement l'élongation cellulaire. Les GA favorisent également la transition entre la croissance végétative et la croissance reproductive et sont également nécessaires à la fonction du pollen pendant la fécondation.

### Jasmonate
Les jasmonates sont impliqués dans la réponse aux stress biotiques (défense des plantes contre les herbivores) et abiotiques et le développement du pollen. Ils ont également été impliqués dans la mort cellulaire et la sénescence des feuilles. Ils inhibent aussi la germination des graines non dormantes et stimulent la germination des graines dormantes. Les jasmonates comprennent l'acide jasmonique et ses esters, comme le jasmonate de méthyle.

### Acide salicylique

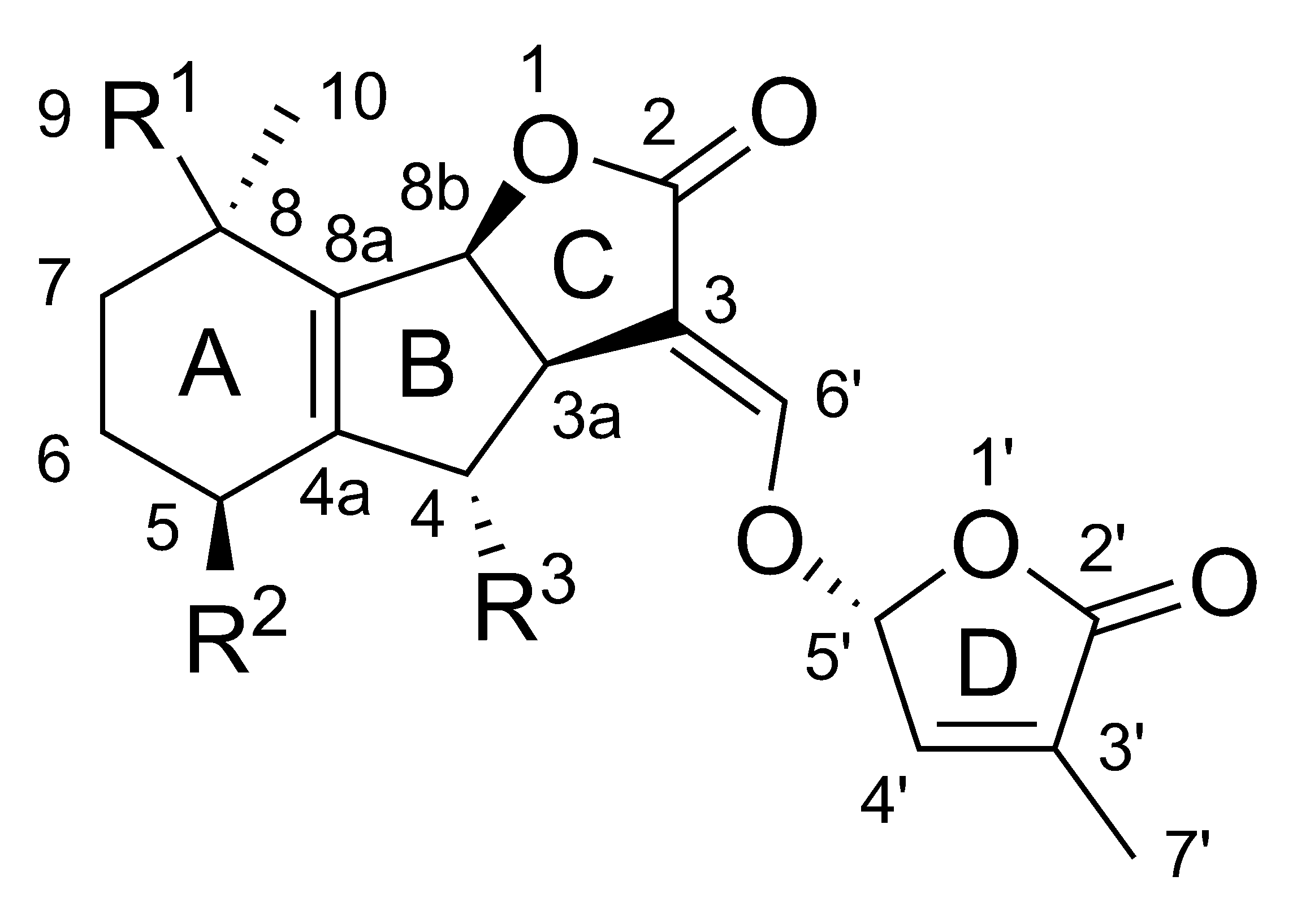
Strigolactone - structure générale

L'acide salicylique est impliquée dans le métabolisme de défense de la plante contre les pathogènes. Il joue un role clé dans l'immunité innée des plantes, notamment de la résistance des tissus locaux et systémiques aux attaques biotiques, et de la mort cellulaire. Parmi les influences de l'acide salicylique sur les plantes figurent la germination des graines, la croissance cellulaire, la respiration, la fermeture des stomates, l'expression des gènes associés à la sénescence, les réponses aux stress abiotiques et biotiques, la thermotolérance basale et le rendement des fruits.

### Strigolactones
Les strigolactones sont impliquées dans la germination de certaines plantes et le contrôle de la ramification des plantes. Elles jouent aussi un role dans les interactions entre plantes et leurs champignons mycorhiziens (ces derniers sont, grâce à cette hormone émise par les exsudats de racines, stimulés dans leur croissance et guidés vers la plante, ayant pour conséquence une augmentation des chances de mycorrhization rapide,).

## Tableau récapitulatif
| Famille        | Auxines | Cytokinines | Gibbérellines | Éthylène | Acide abscissique |
| -------------- | --- | --- | --- | --- | --- |
| Exemples       | *Acide indole 3-acétique (AIA ou IAA), Acide naphtalèneacétique (ANA), Acide 2,4-dichlorophénoxyacétique (2,4-D) | Zéatine ou N6-isoentényladénine, Isopentényladénine (IPA) | Acide gibbérellique GA3, il existe de nombreuses gibbérellines (de GA1 à GA110) | Éthylène (C2H4 ou CH2=CH2) | Acide abscissique (ABA) |
| Propriétés     | stimulation de la croissance, stimulation de l'élongation cellulaire, régulation de la division et de la différenciation cellulaire, messager des réponses géotropiques et phototropiques, régulation de l'abscission, stimulation de rhizogène adventive | stimulation de la division cellulaire, régulation de la différenciation cellulaire, des bourgeons et des racines grandissement des cellules foliaires, inhibition de la sénescence des feuilles | élongation des entrenœuds (forte stimulation chez les mutants nains), montaison des plantes en rosette, levée de dormance des graines et des bourgeons, régulation de l'utilisation des réserves lors de la germination | perturbation de l'élongation cellulaire, perturbation des réponses géotropiques, accélération de la sénescence foliaire et de la maturation des fruits, stimulation de l'abscission | effet inhibiteur général de la croissance cellulaire, régulation de la dormance des bourgeons et des graines, régulation de l'abscission des feuilles, des fleurs et des fruits, régulation du fonctionnement des stomates en situation de stress |
| Représentation | Acide indole 3-acétique | Zéatine | GA3 | Éthylène | Acide abscissique |